# Interkontinentální pohár 1960
První ročník Interkontinentálního poháru byl odehrán ve dnech 3. července a 4. srpna 1960. Ve vzájemném dvouzápase se střetli vítěz Poháru mistrů evropských zemí v ročníku 1959/60 – Real Madrid a vítěz Poháru osvoboditelů v ročníku 1960 – CA Peñarol.

## 1. zápas
| 3. července 1960 |       |             |                                                                             |
| CA Peñarol       | 0 : 0 | Real Madrid | Estadio Centenario, Montevideo diváci: 71,872 rozhodčí: José Luis Praddaude |
|                  |       |             | Estadio Centenario, Montevideo diváci: 71,872 rozhodčí: José Luis Praddaude |

## 2. zápas
| 4. srpna 1960                                                                           |       |                     |                                                                       |
| Real Madrid                                                                             | 5 : 1 | CA Peñarol          | Estadio Santiago Bernabéu, Madrid diváci: 100,000 rozhodčí: Ken Aston |
| Ferenc Puskás 2', 8' Alfredo Di Stéfano 3' Jesús Herrera Alonso 40' Francisco Gento 54' |       | 80' Alberto Spencer | Estadio Santiago Bernabéu, Madrid diváci: 100,000 rozhodčí: Ken Aston |

## Vítěz
| Interkontinentální pohár 1960 Real Madrid (1. vítězství) |